# The Day Has Come
The Day Has Come (El Día Ha Llegado), es el primer álbum de la cantante y guitarrista Cheyenne Kimball. El primer sencillo del álbum alcanzó el puesto #53 en el Billboard Hot 100. Está a la venta desde el 11 de julio de 2006. Kimball ha escrito todas las canciones de su álbum. El álbum debutó en el puesto #15 en el Billboard 200 vendiendo 40 000 copias la primera semana. Miley Cyrus versionó la canción "Four Walls" en su segundo álbum de estudio Breakout.

## Lista de canciones
1. "Intro" (Head, Kimball) – 0:51
2. "I Want To" (DioGuardi, Kimball, Wells) – 3:36
3. "Hanging On" (Kimball, Kreviazuk, Maida) – 4:09
4. "One Original Thing" (Kimball, Mann) – 3:32
5. "The Day Has Come" (Cutler, Kimball, Preven) – 3:21
6. "Four Walls" (Cutler, Kimball, Preven) – 3:28
7. "Hello Goodbye" (DioGuardi, Kimball, Wells) – 2:40
8. "Good Go Bad" (Kimball, Smith, Thorne) – 3:38
9. "Everything to Lose" (Kimball, Smith, Thorne) – 3:41
10. "Breaking Your Heart" (Kimball, McGee, Rich ) – 4:00
11. "Mr. Beautiful" (Kimball, Kreviazuk, Maida) – 2:58
12. "Didn't I" (Griffin, Kimball) – 3:46
13. "Full Circle" (Kimball, Mann) – 2:53